# Notre-Dame-de-la-Nativité (Donnemarie-Dontilly)

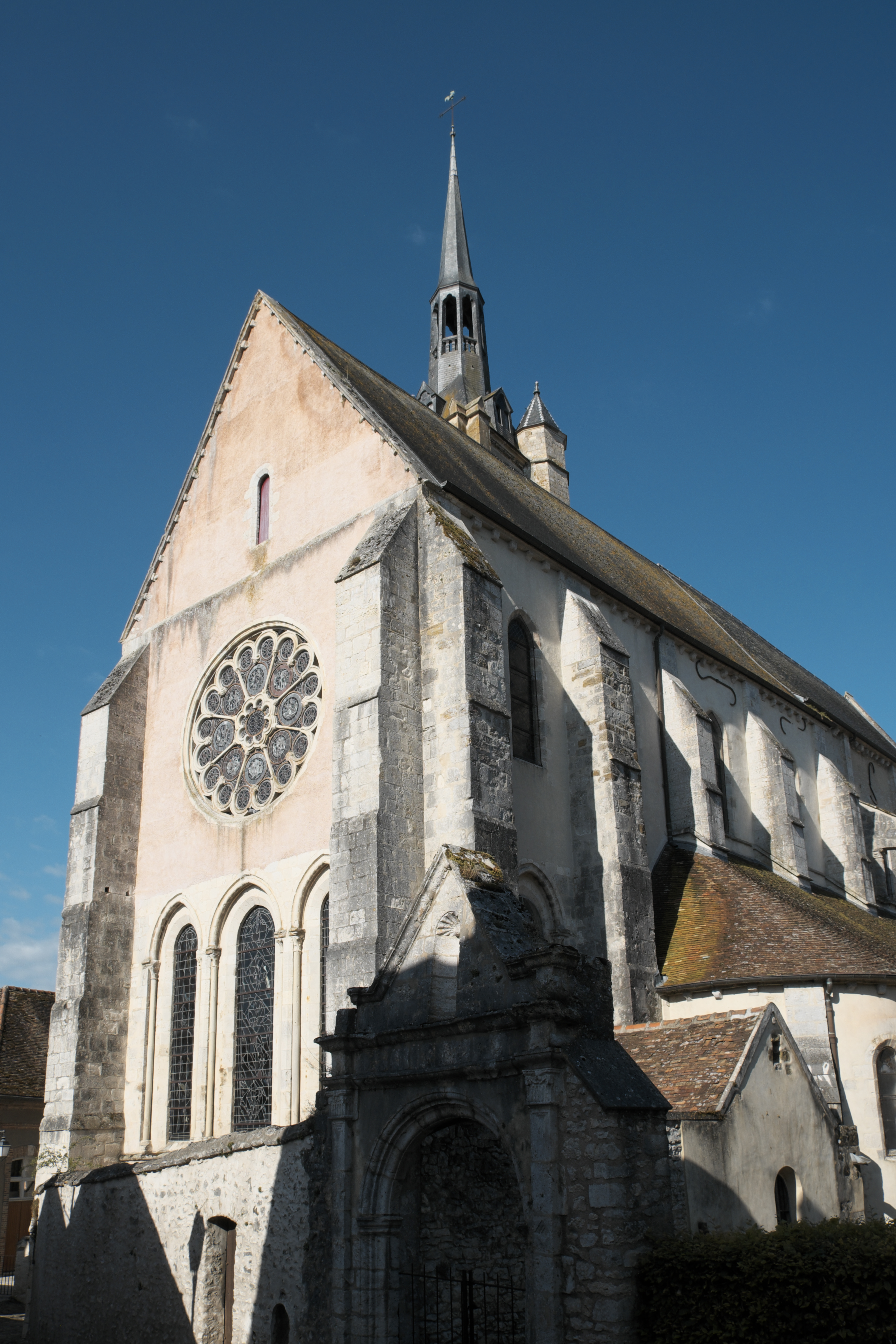
Kirche Notre-Dame-de-la-Nativité

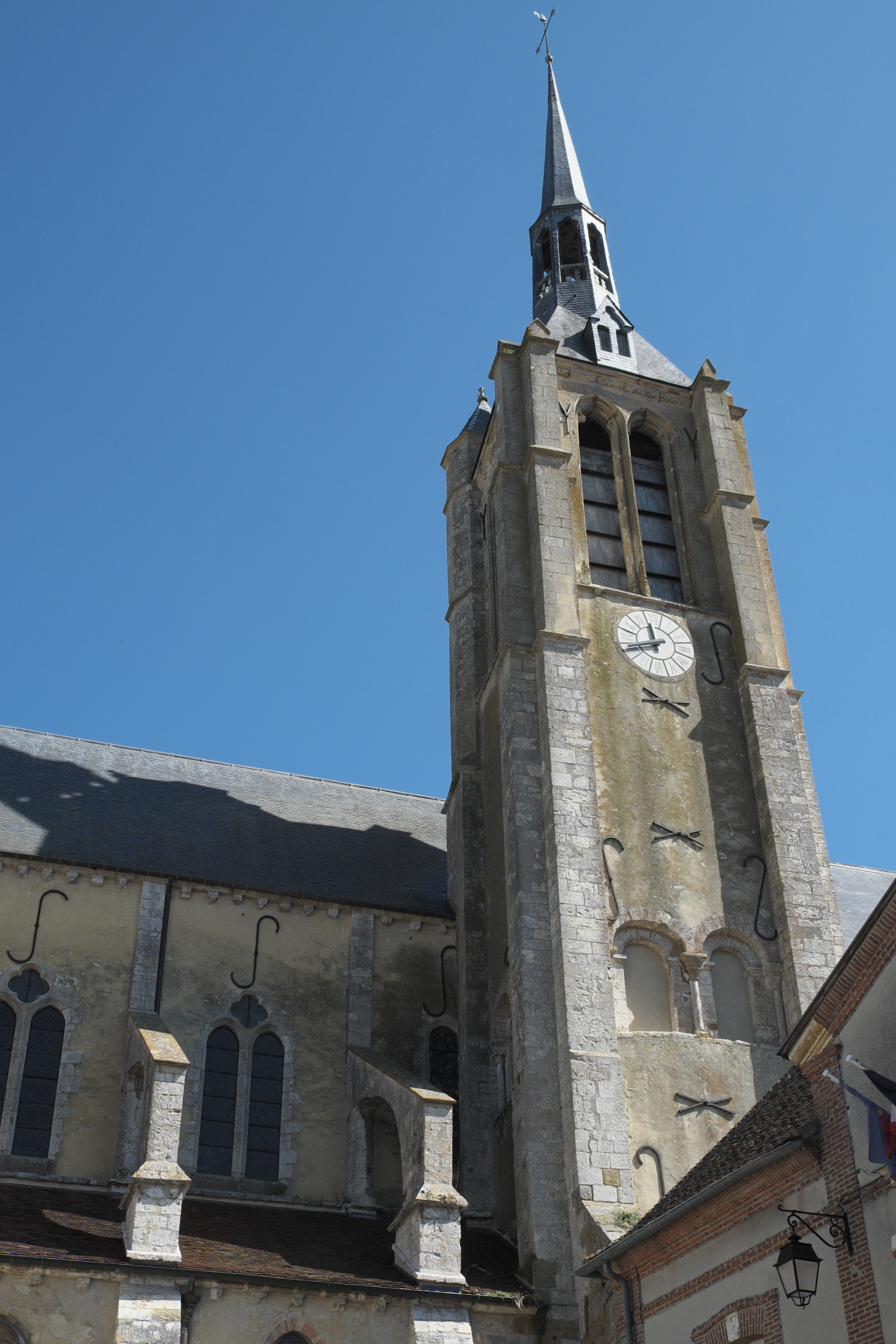
Glockenturm

Die katholische Kirche Notre-Dame-de-la-Nativité in Donnemarie, einem Ortsteil der Gemeine Donnemarie-Dontilly im Département Seine-et-Marne in der französischen Region Île-de-France, wurde großenteils in der ersten Hälfte des 13. Jahrhunderts errichtet. An der Nordseite der Kirche umschließt ein Kreuzgang aus der Renaissance einen Heilkräutergarten. Im Jahr 1846 wurde die Kirche als Monument historique in die Liste der Baudenkmäler in Frankreich aufgenommen.

## Geschichte
Im Mittelalter wurde an der Stelle der heutigen Kirche ein Benediktinerpriorat errichtet, von dem nichts mehr erhalten ist. Von der ursprünglichen romanischen Kirche ist nur noch der Unterbau des 60 Meter hohen Glockenturms erhalten.

## Architektur

### Außenbau
Die Außenmauern werden von kräftigen Strebepfeilern gegliedert. Unter dem Dachansatz des Hauptschiffs und der Seitenschiffe verläuft eine Reihe von Kragsteinen, die mit Köpfen von Menschen und Tieren skulptiert sind.

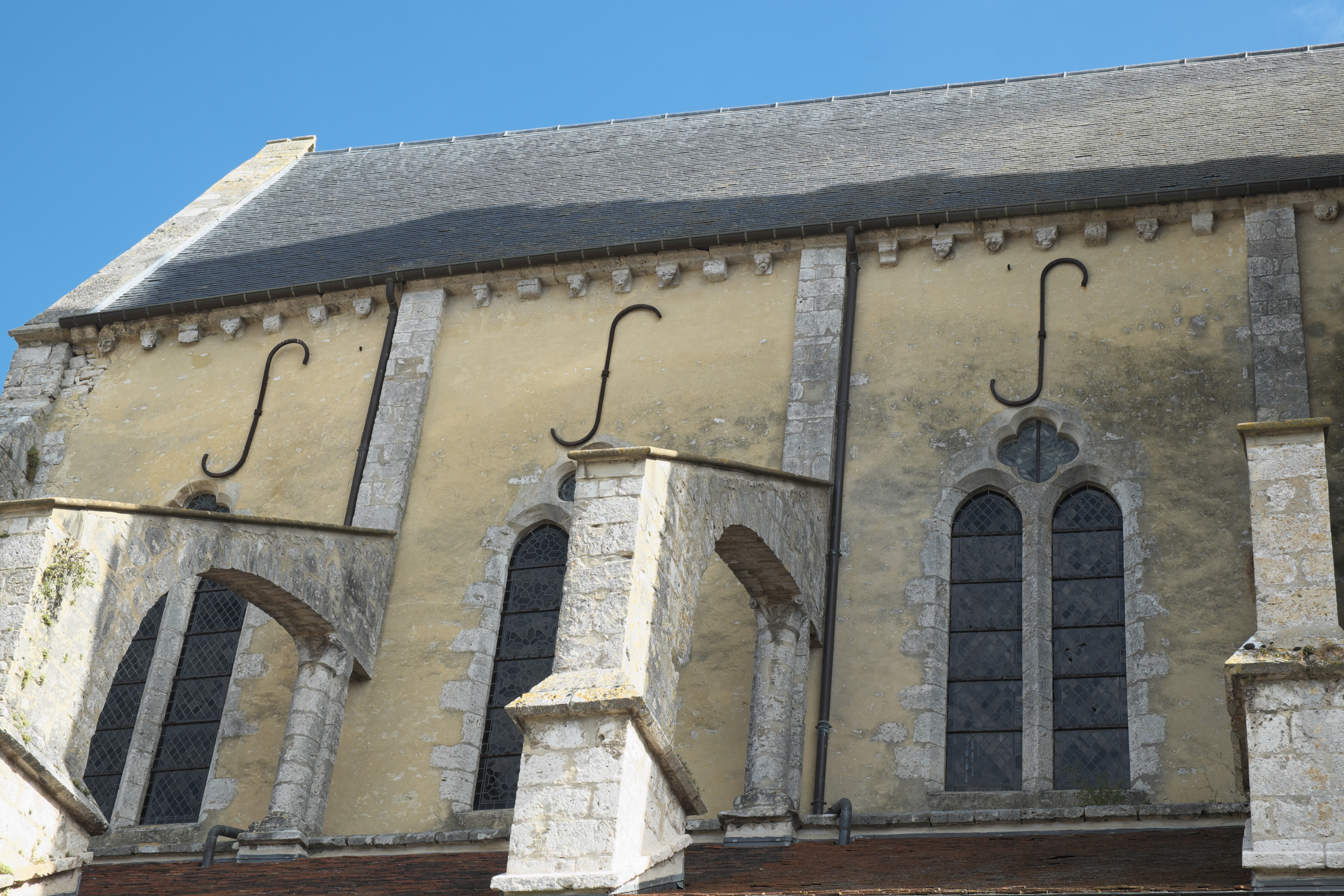
Kragsteine am Hauptschiff
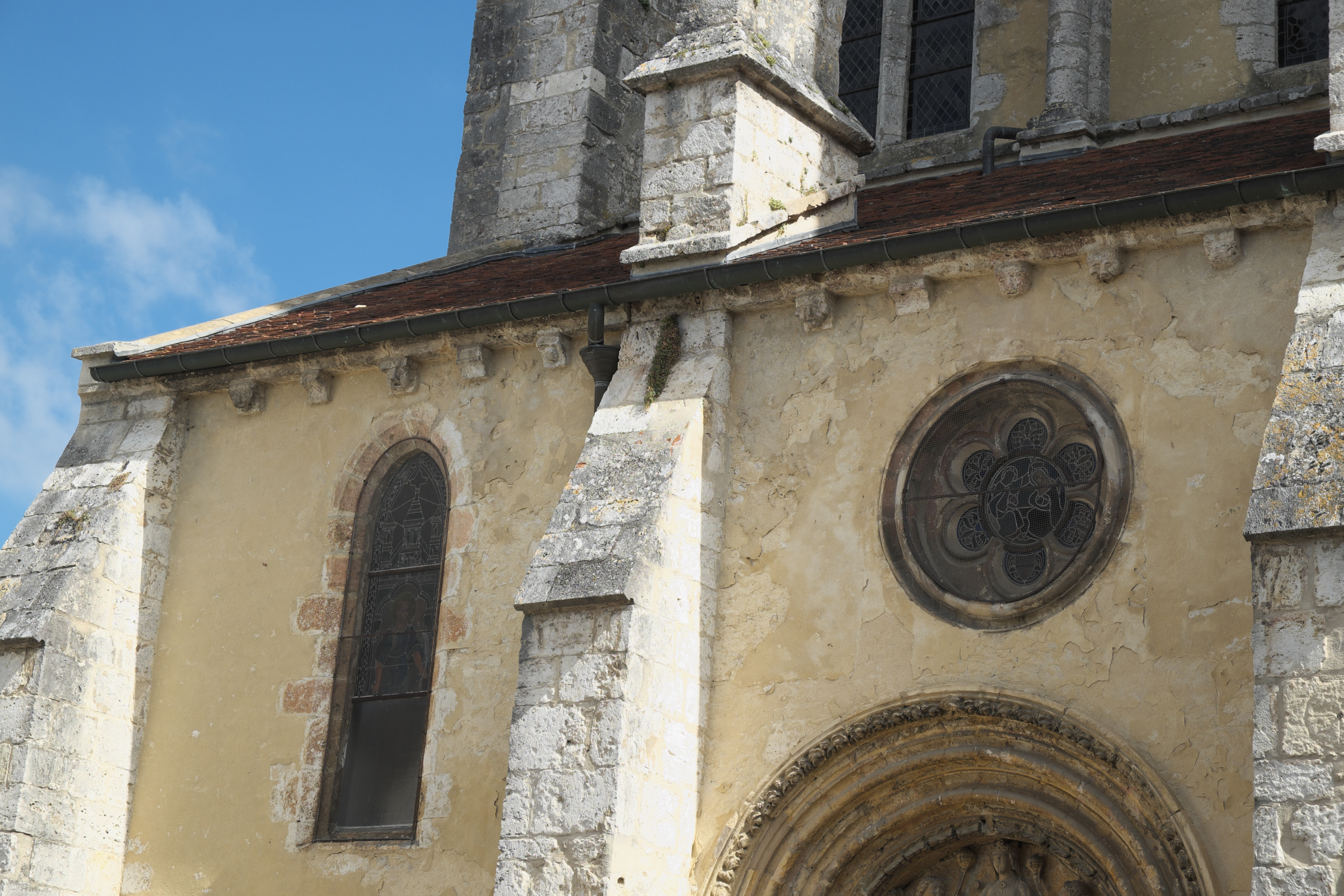
Kragsteine am Seitenschiff
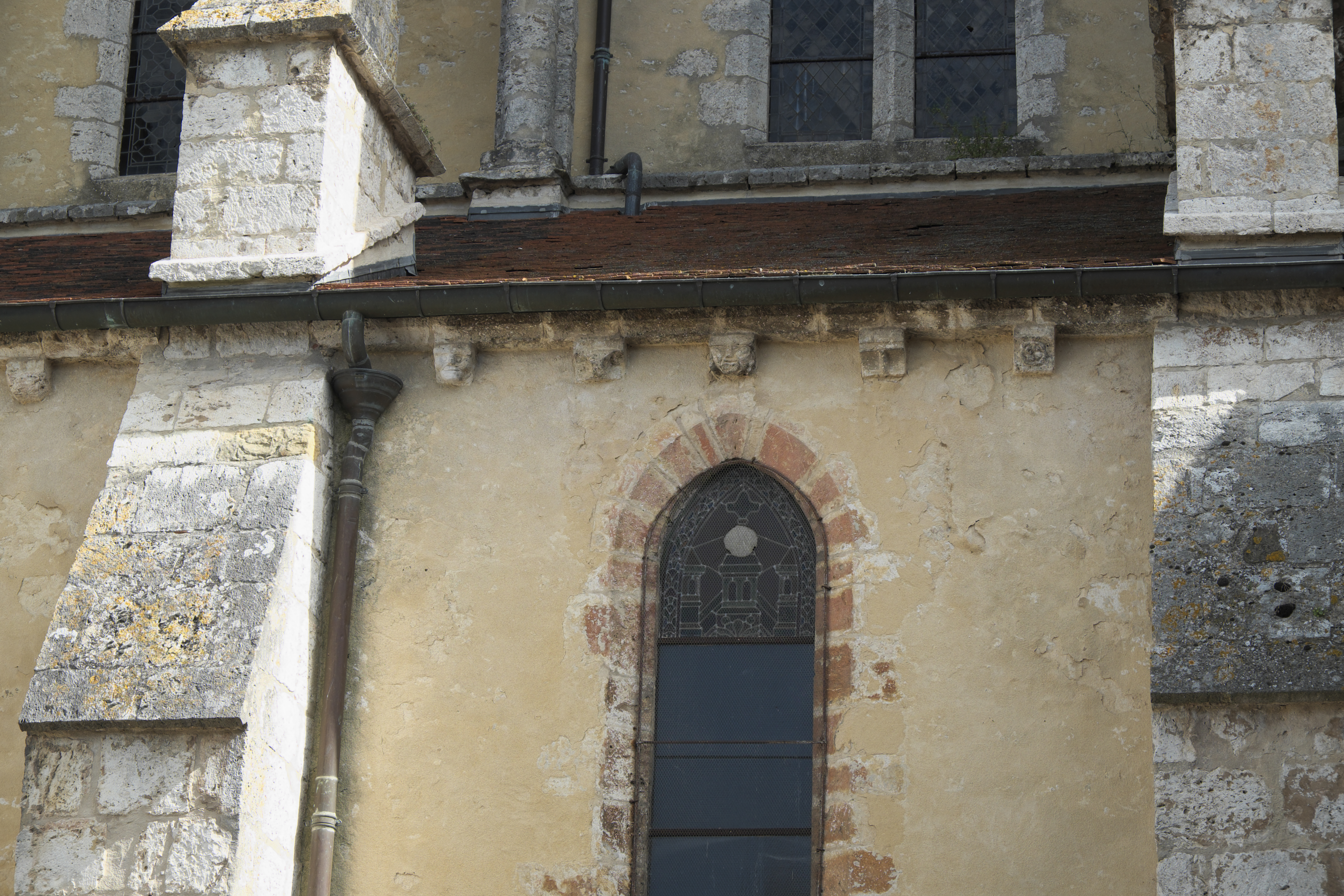
Kragsteine am Seitenschiff

### Südportal

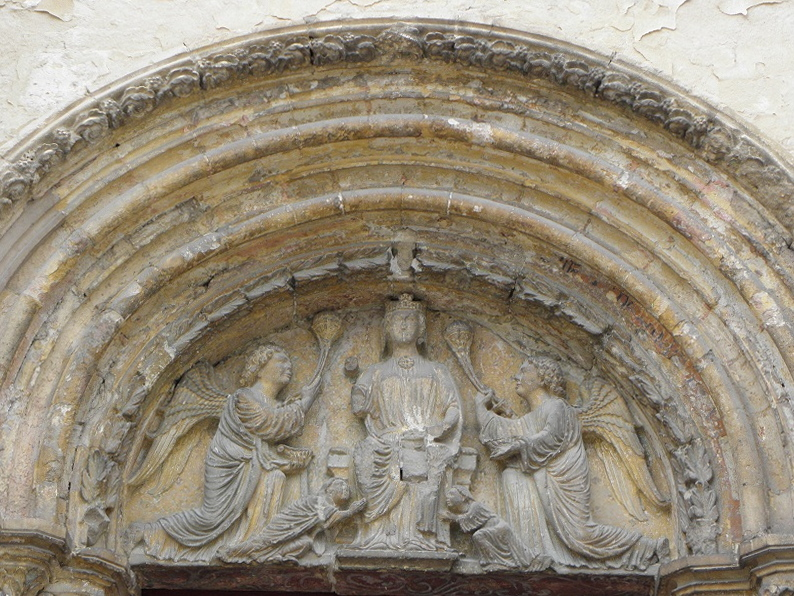
Tympanon des Südportals

Das Tympanon des Südportals entstand vermutlich um 1220. Es überstand die Zerstörungen während der Revolution, da es zugegipst war. In der Mitte ist eine Maestà dargestellt, eine thronende Madonna, umgeben von Weihrauch schwenkenden Engeln. Zu ihren Füßen knien Benediktinermönche.

### Portale der Westfassade
Die drei Portale der Westfassade werden in die Mitte des 13. Jahrhunderts datiert. Sie wurden 1793 während der Französischen Revolution stark beschädigt. Die beiden seitlichen Portale sind zugemauert. Die Tympana sind mit Dreipassbögen verziert, die am linken Portal ein Lamm Gottes und am rechten Portal einen Kreuznimbus rahmen.
Auf dem Tympanon des mittleren Portals ist eine Majestas-Domini-Darstellung umgeben von den Symbolen der vier Evangelisten zu erkennen. Auf dem Türsturz sieht man Szenen aus dem Marienleben und der Kindheit Jesu, am Trumeaupfeiler ist Christus dargestellt. Die sechs Säulenfiguren am Gewände stellen Apostel und Heilige dar.

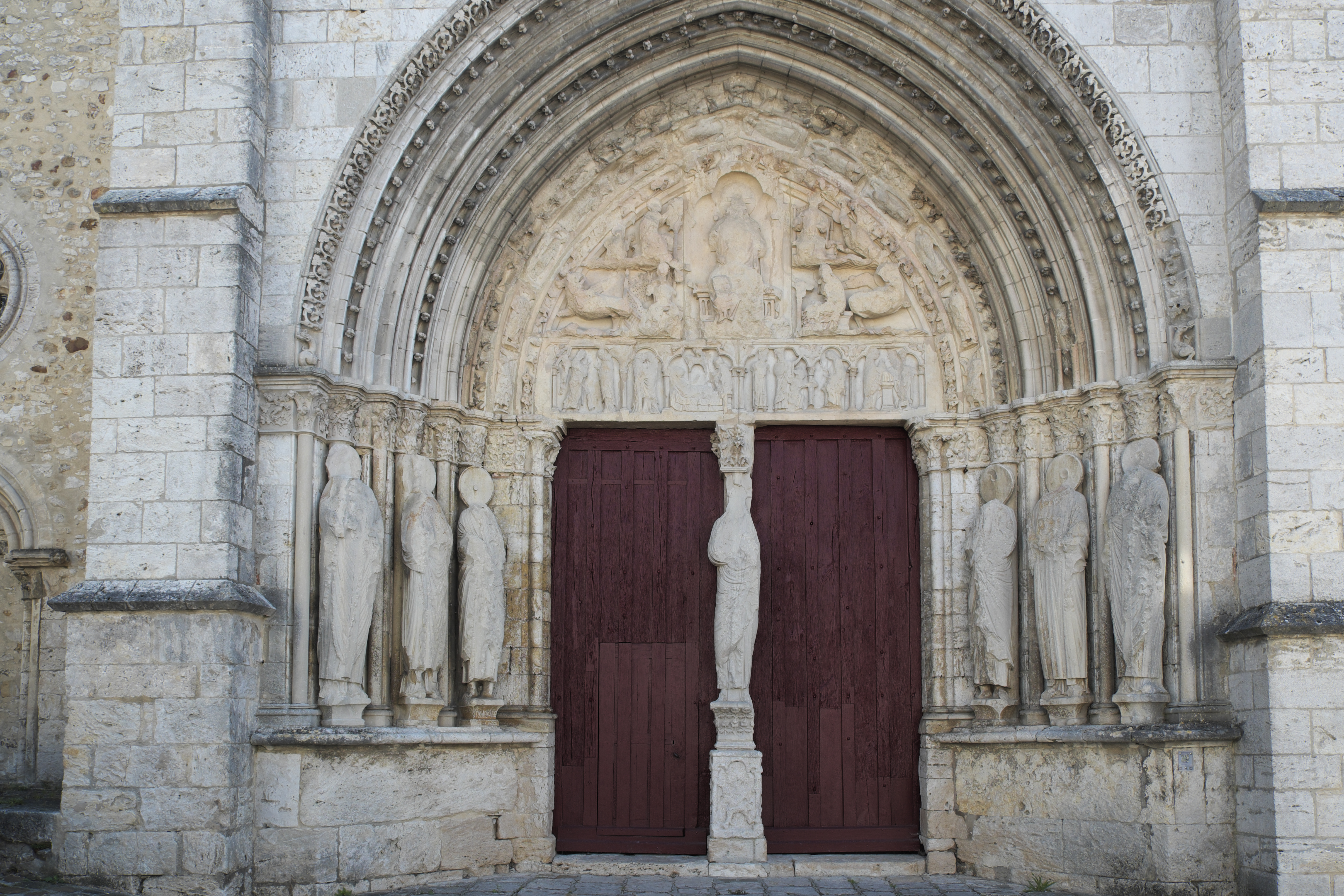
Mittleres Portal der Westfassade
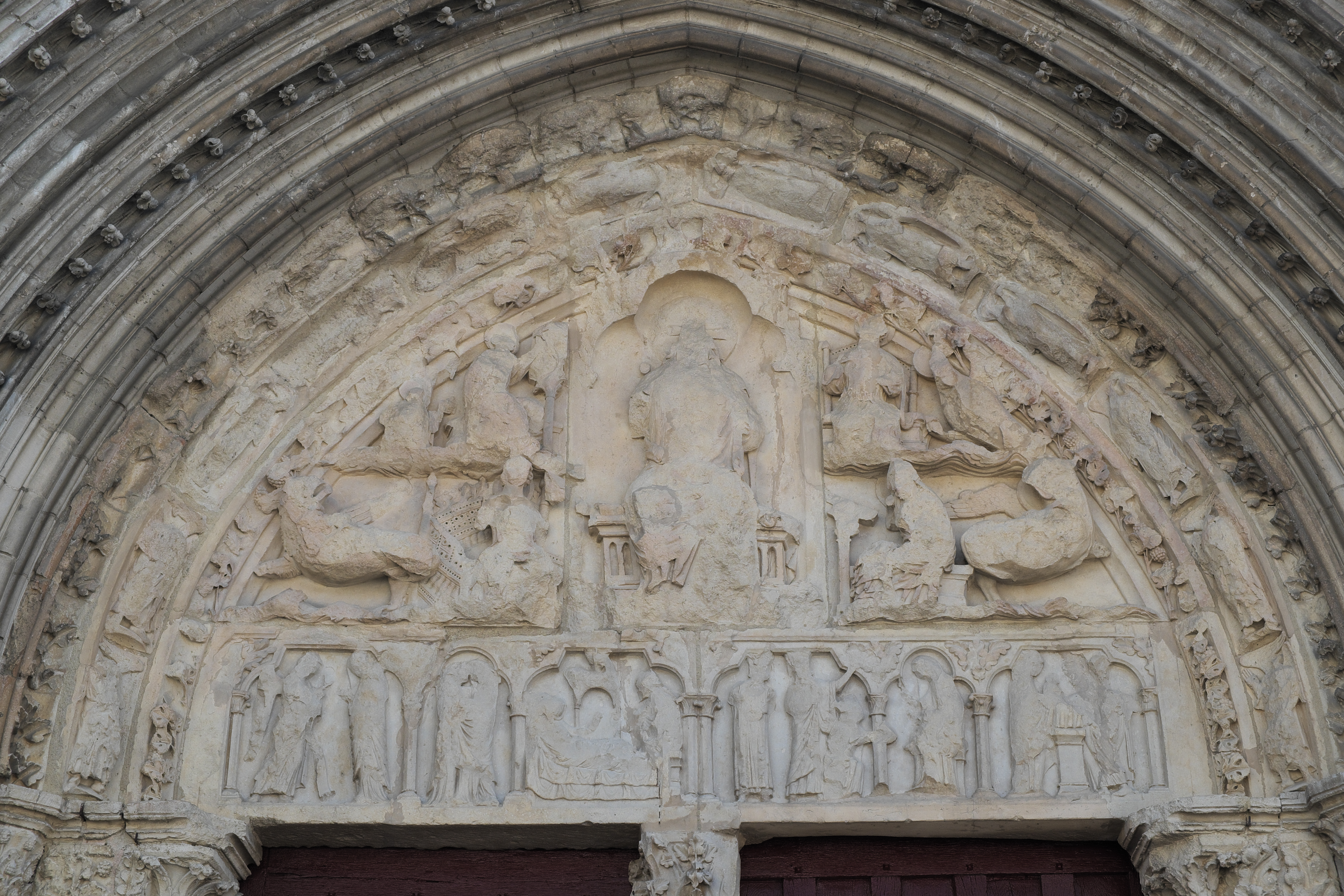
Tympanon
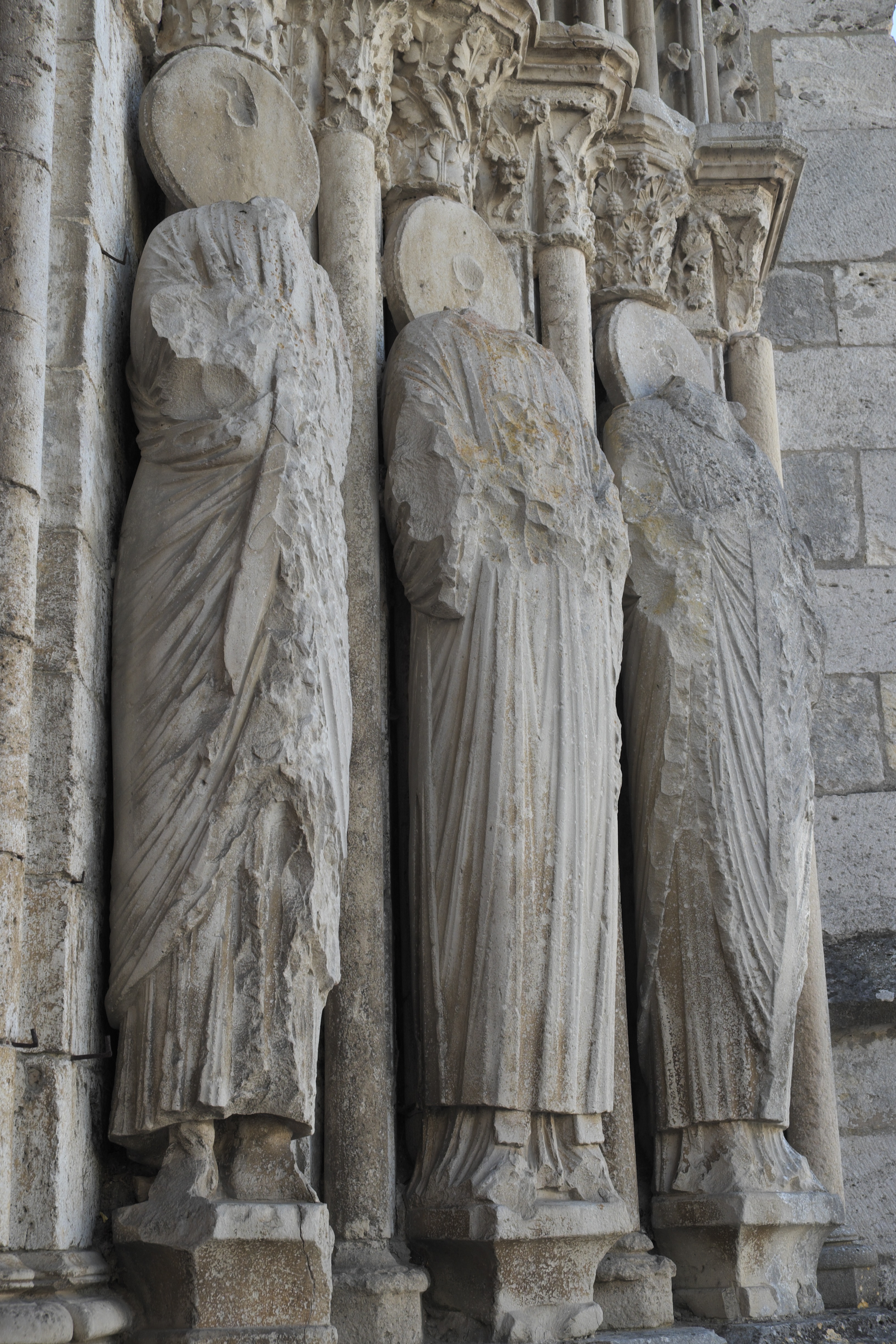
Gewändefiguren
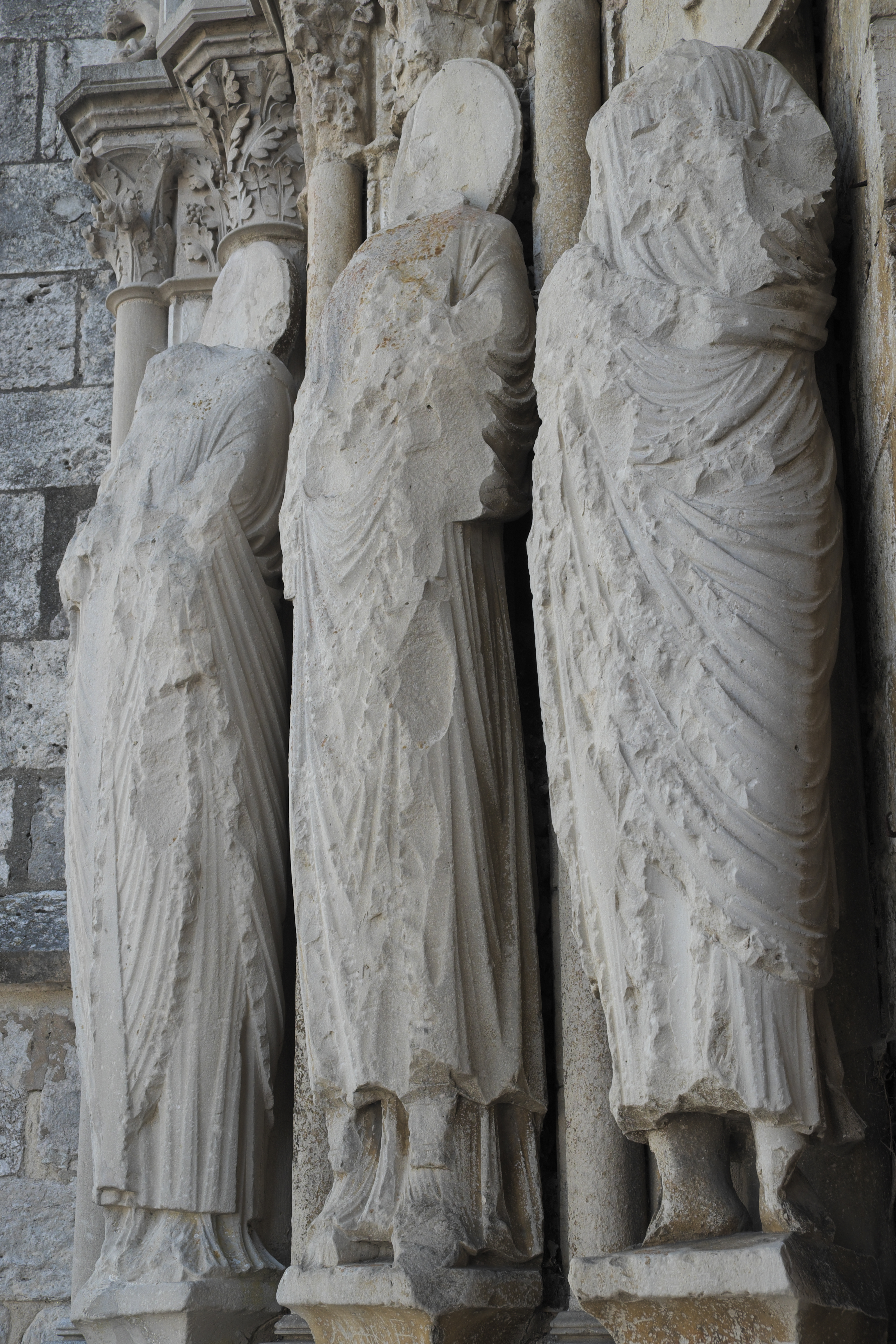
Gewändefiguren

### Innenraum

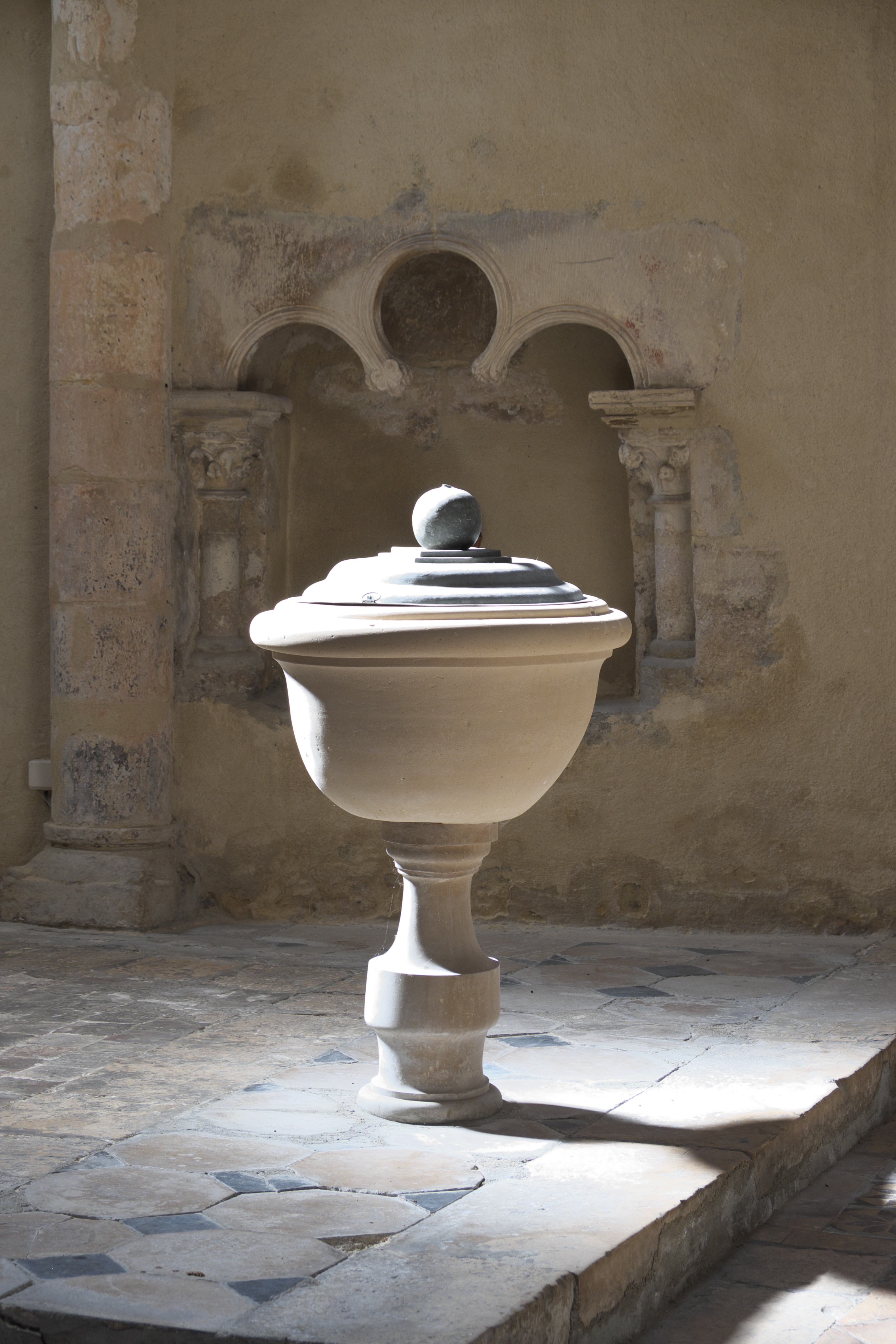
Taufbecken und Piscina

Das dreischiffige Langhaus ist in sechs Joche gegliedert, ein Querhaus gibt es nicht. Das Hauptschiff mündet im Osten in einen gerade geschlossenen Chor, die beiden Seitenschiffe enden in halbrunden Apsiden. Das Hauptschiff und die Seitenschiffe sind mit Kreuzrippengewölben gedeckt, die auf hohen Spitzbogenarkaden aufliegen. Ein fensterloses Triforium verläuft an den seitlichen Hochwänden des Mittelschiffs und an der Westwand. Im südlichen Seitenschiff ist eine von zwei Säulen gerahmte und einem Dreipassbogen überspannte Piscina in die Wand eingebaut.

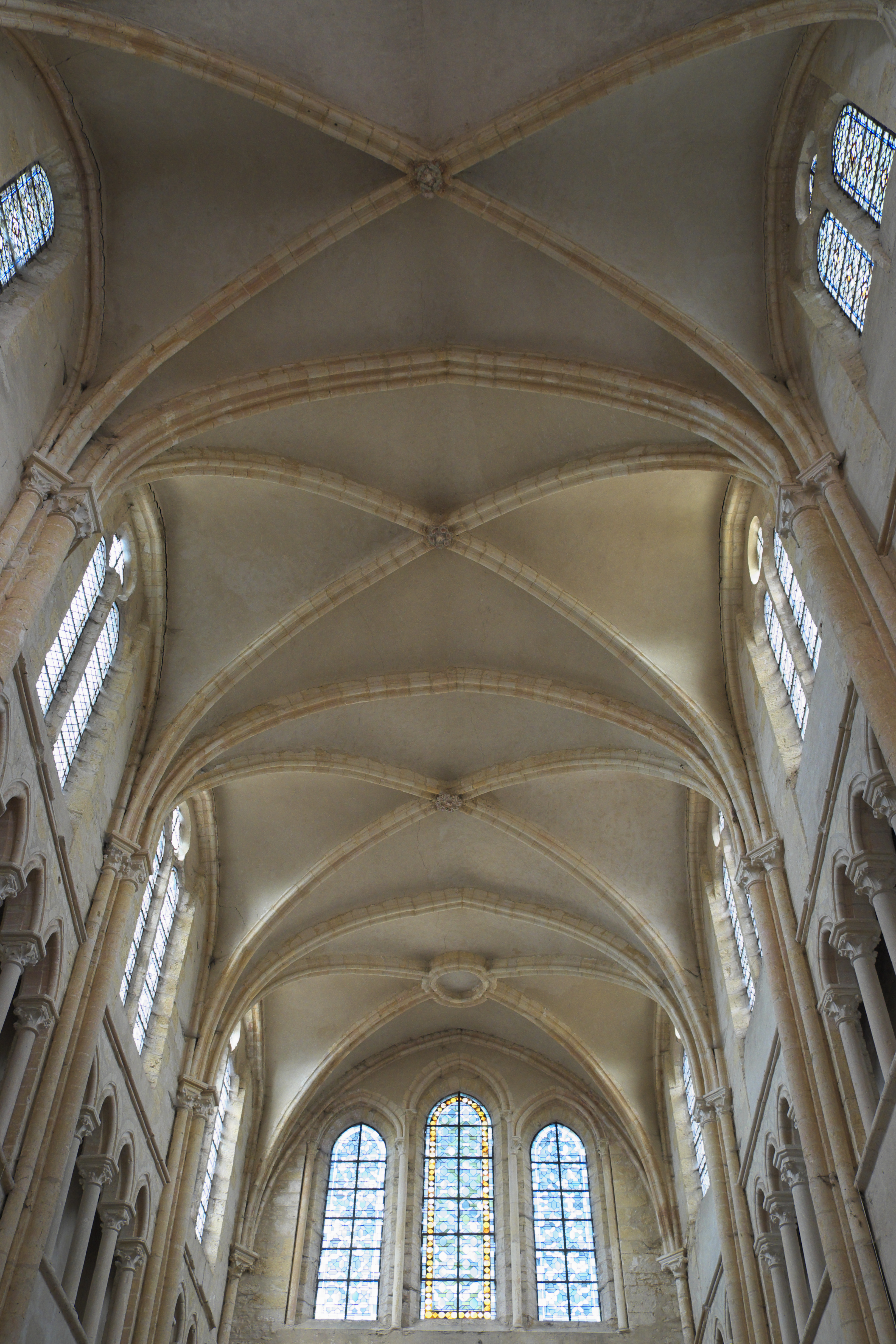
Kreuzrippengewölbe
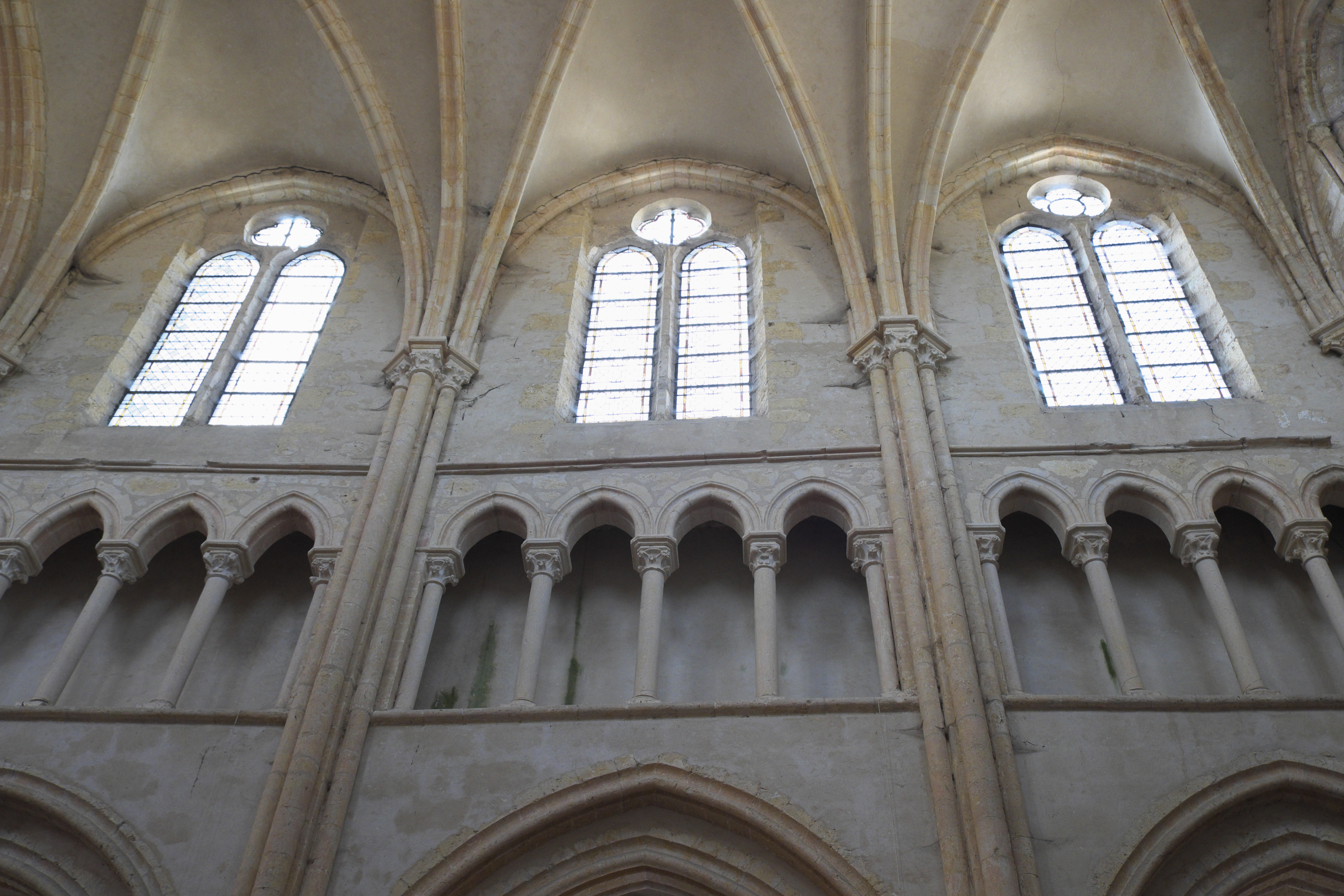
Triforium und Obergadenfenster
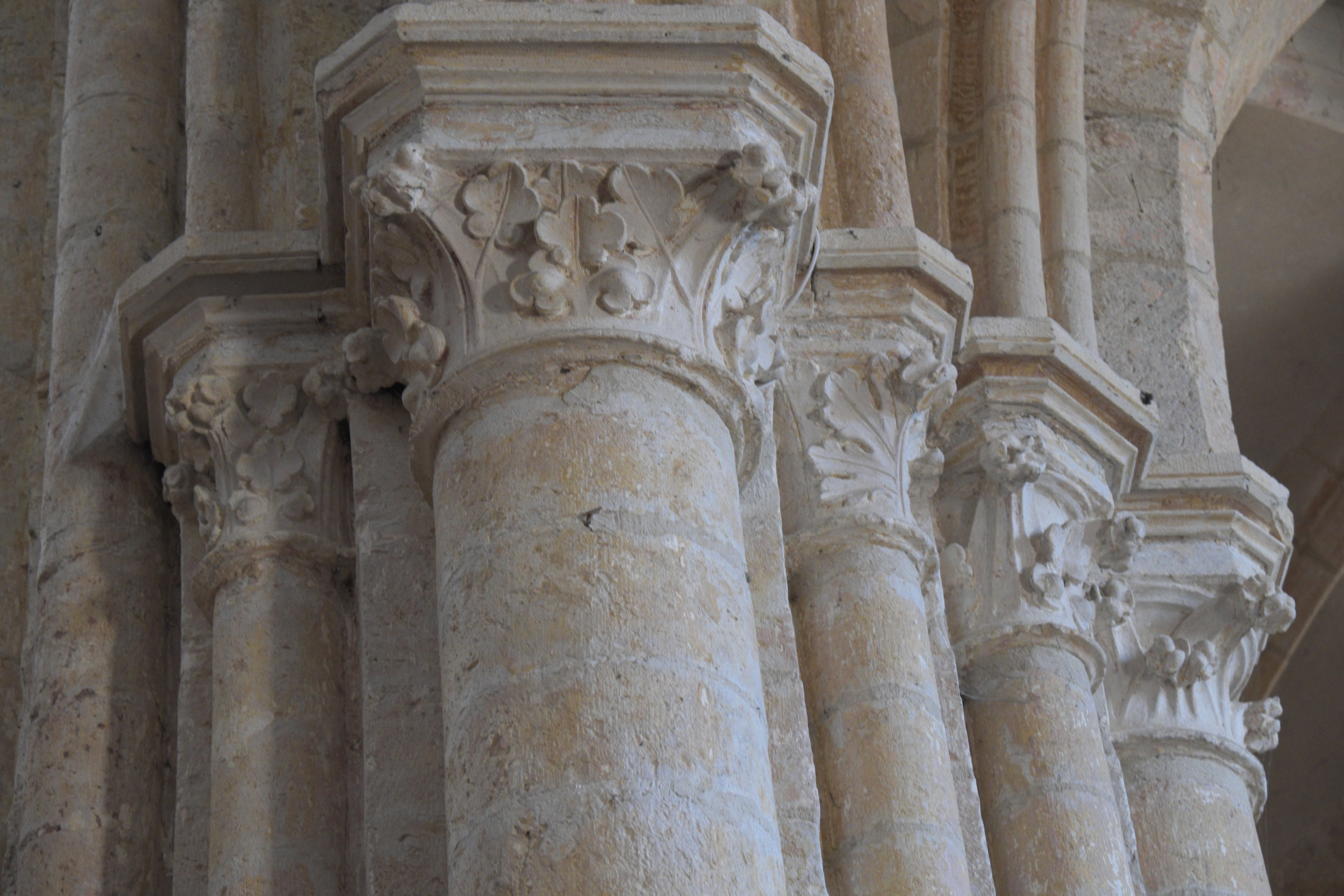
Kapitelle

### Rosette

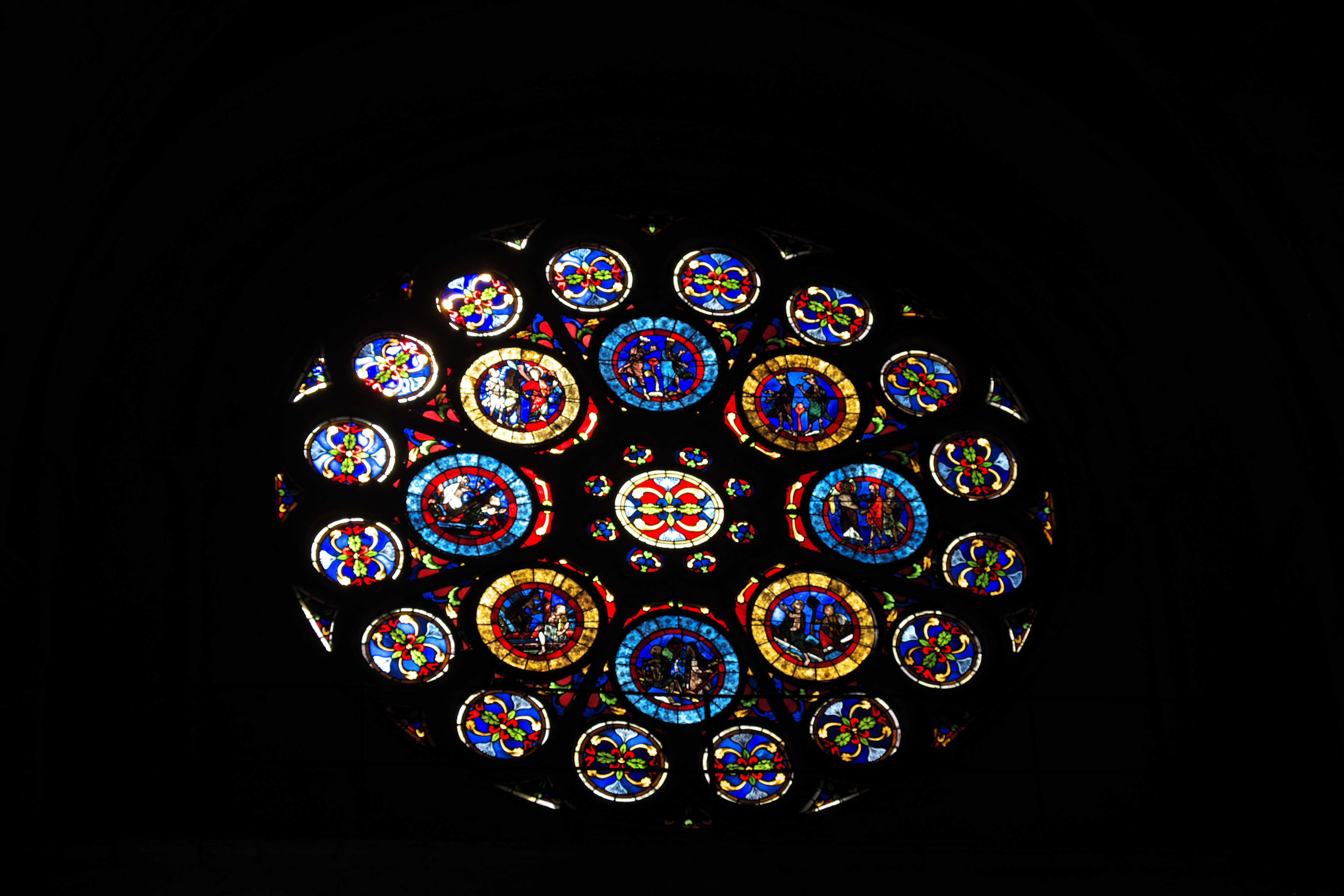
Rosette

Die achtteilige Rosette an der Stirnwand des Chors stammt aus dem 13. Jahrhundert. Auf den inneren acht Medaillons sind Szenen des Jüngsten Gerichtes dargestellt.

## Kreuzgang
An der Nordseite der Kirche schließt sich ein Kreuzgang an, der im 16. Jahrhundert an der Stelle des Friedhofes der Benediktinermönche errichtet wurde. Die Nord- und Westseite begrenzen zwei mit offenen Dachstühlen aus Kastanienholz überdachte Galerien, die auf weiten Rundbogenarkaden aufliegen. Die nördliche Galerie führt zur ehemaligen Totenkapelle, an der Ostseite öffnet sich ein Renaissance-Tor zum Innenhof. Heute umschließt der Kreuzgang einen Garten, in dem wie im Mittelalter Heilkräuter gezogen werden. Er wurde 1997 wieder neu angelegt.

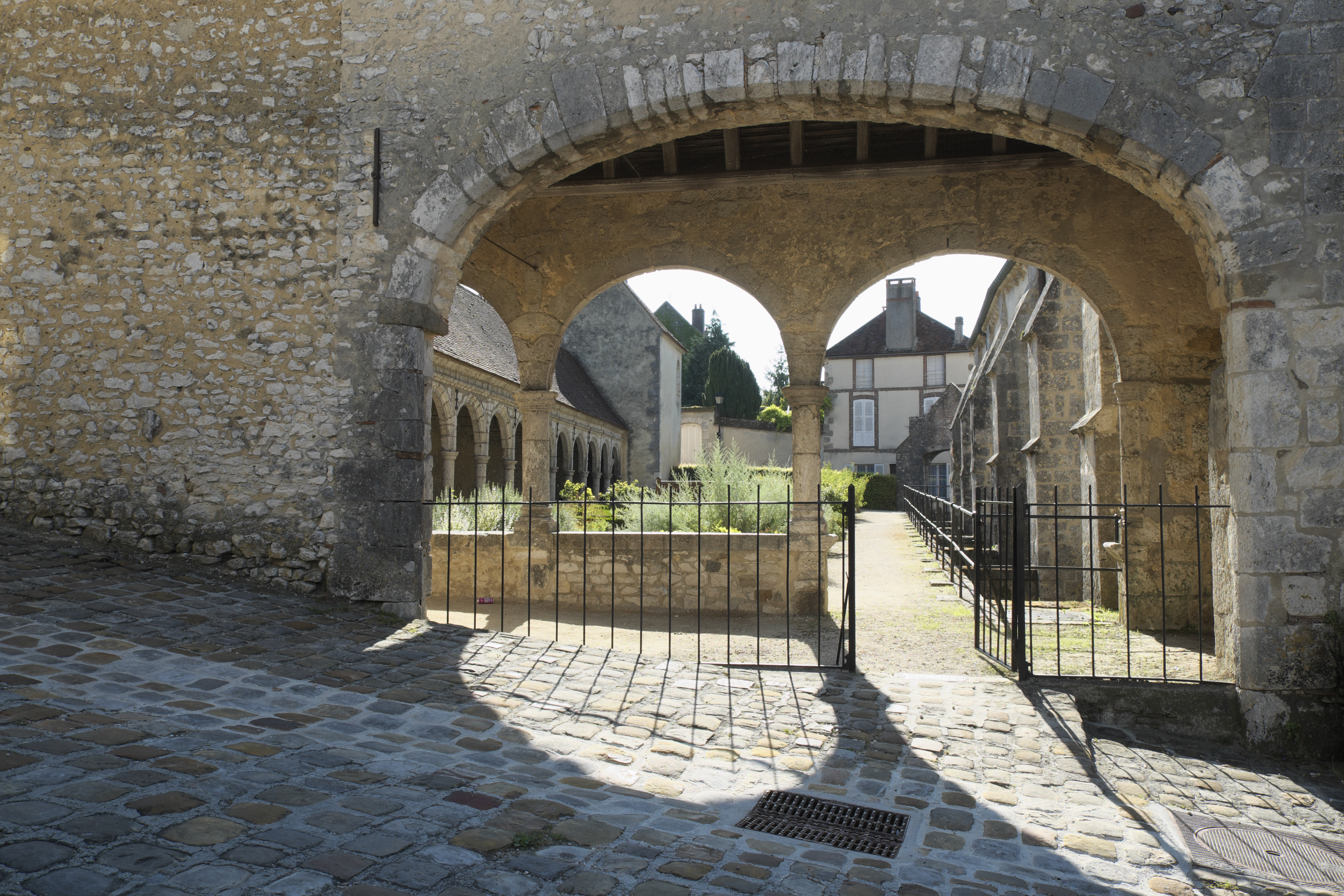
Zugang im Westen
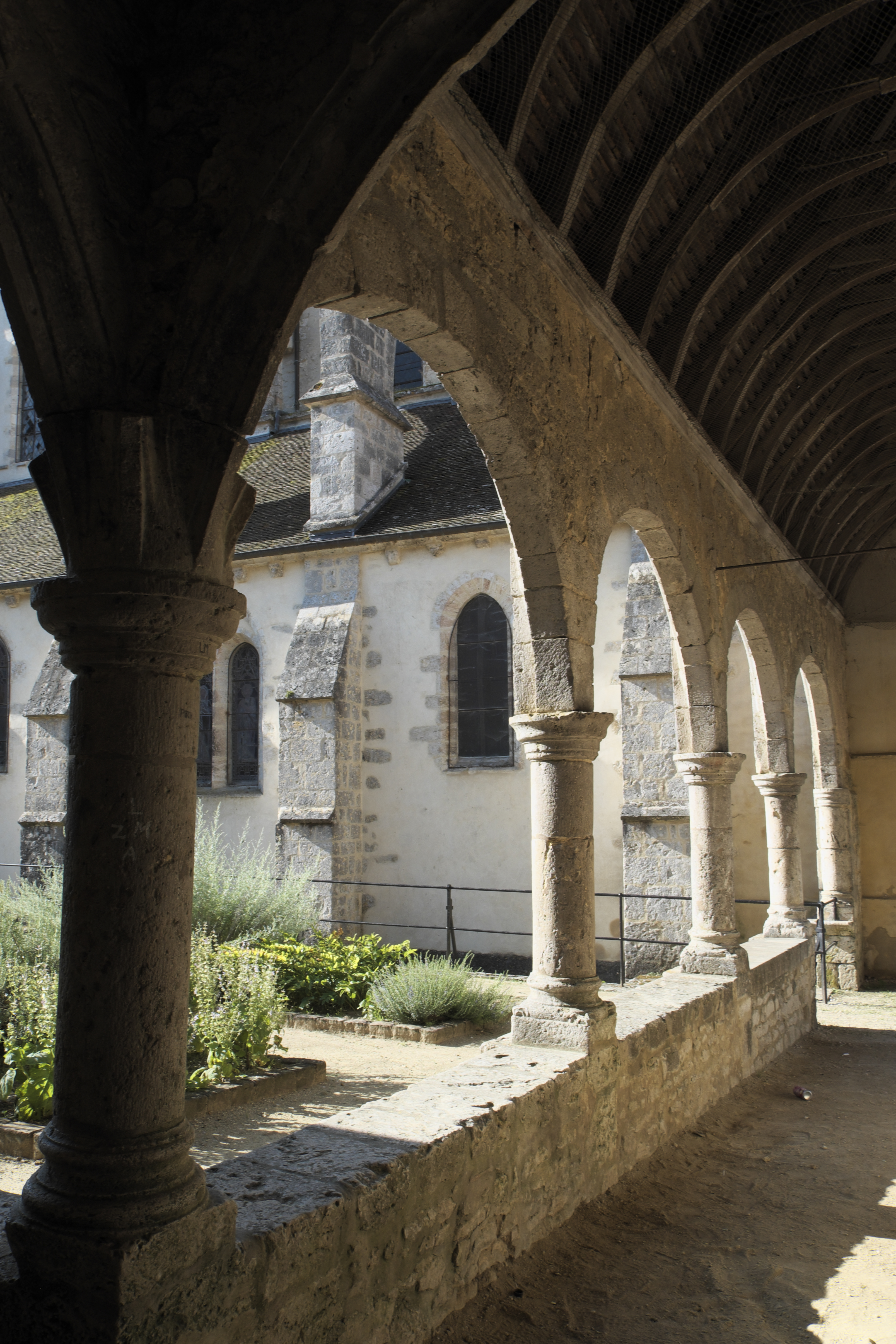
Westliche Kreuzgangsarkaden
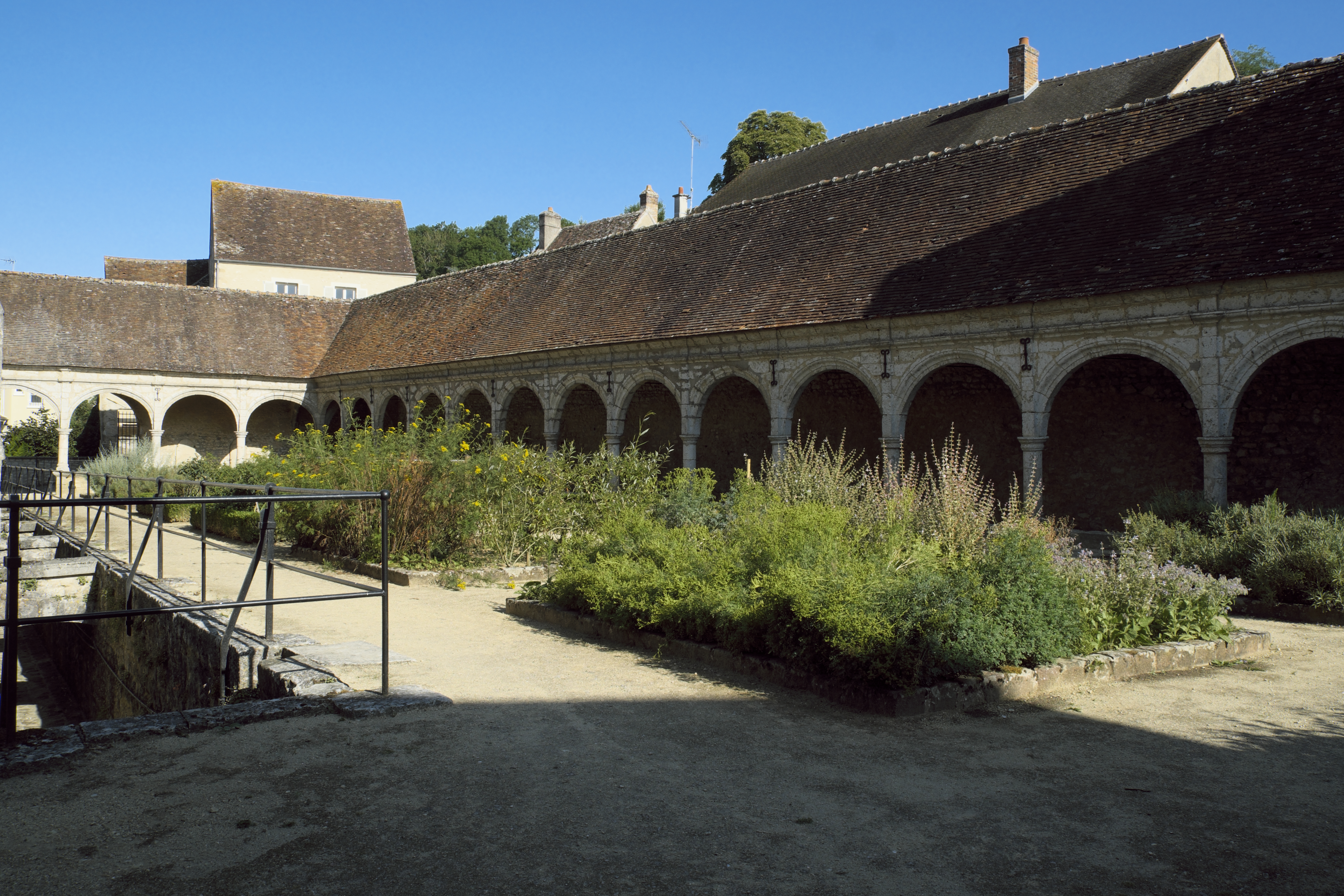
Kreuzgang mit Kräutergarten
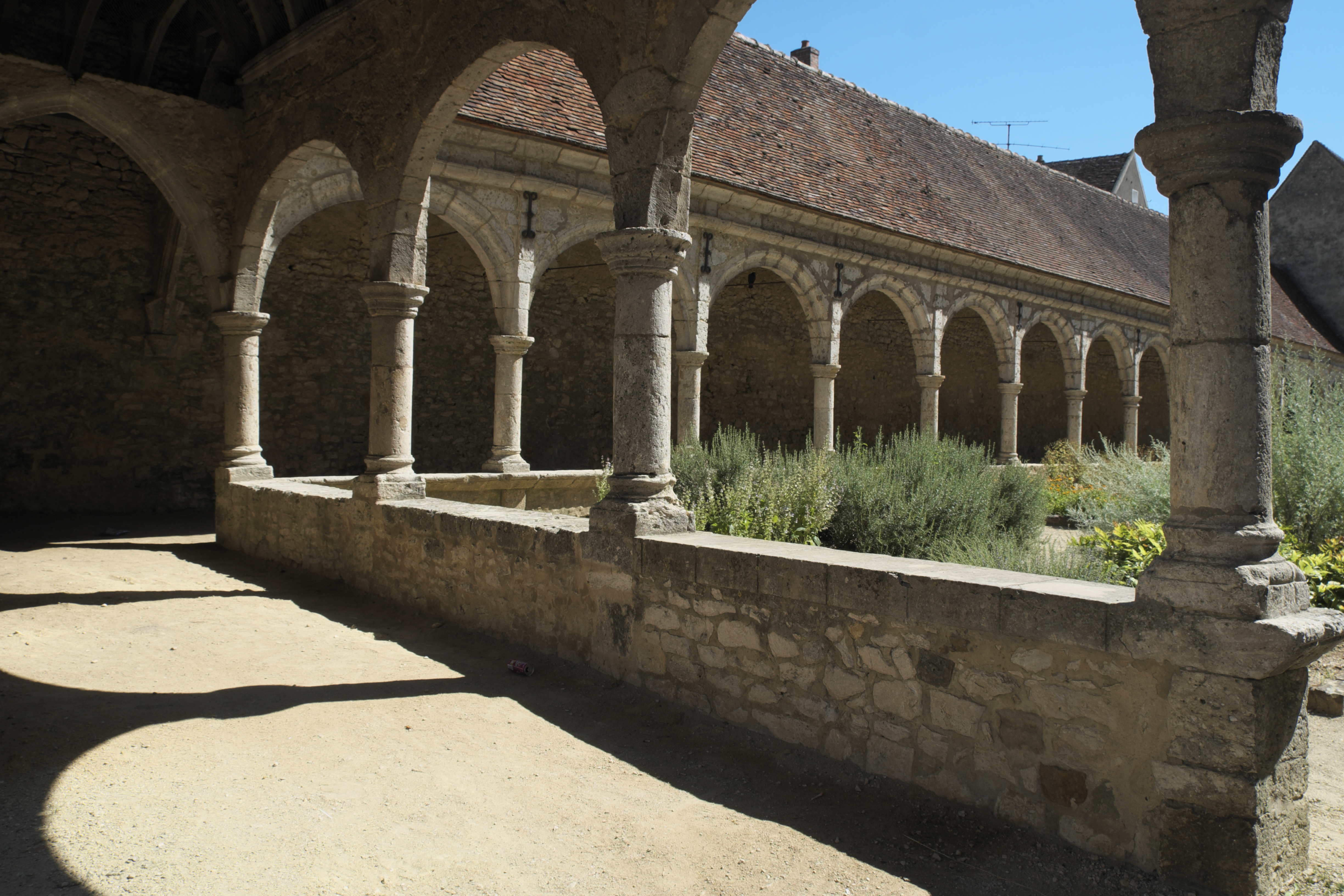
Westliche und nördliche Kreuzgangsarkaden